# Claus Frimann
Claus Frimann, född den 15 maj 1746 i Selje, Nordre Bergenhus amt, död den 11 oktober 1829 i Davik, Nordre Bergenhus amt, var en norsk präst och författare. Han var bror till Peter Harboe Frimann. 
Frimann deltog i Det norske Selskab i Köpenhamn, tillsammans med bland andra Johan Herman Wessel. Han var 1780–1823 kyrkoherde i Davik i Bergens stift. Frimann författade en beskrivande dikt, Horneelen (1777), vartill ämnet var hämtat från ett i hans födelsebygd beläget fjäll med samma namn, och vann därmed ett av Selskabet til de skønne og nyttige Videnskabers Forfremmelse utfäst pris. Till Frimanns mer kända arbeten hör Almuens Sanger (1790) och Den syngende Søemand (1793), vilken bland annat innehöll dikten "Den norske Fisker". Ett urval av Frimanns dikter utgavs 1851 av Johan Sebastian Welhaven, som satte honom mycket högt. Hans texter anses enkla och folkliga. Som psalmförfattare är han representerad i  Hemlandssånger 1891 och danska Psalmebog for Kirke og Hjem.